# 미카엘라
미카엘라(Michaela)는 그리스도교의 3대 천사(미카엘, 가브리엘, 라파엘) 중 하나인 미카엘이 여성화된 이름이다. 영어권에서 여자 이름이나 세례명으로 쓰인다.